# Operacija Ababil
Operacija Ababil je sinonim za napade hekerske skupine "Izz ad-Din al-Qassam Cyber Fighters", ki je izvedla DDoS napade na glavne ameriške banke in finančne institucije. Operacija se je začela 18. septembra 2012, povod pa je bila objava anti-islamskega filma ‘Innocence of Muslims’ na YouTube, ki je z opisom islamskega preroka Mohameda užalil mnogo muslimanov. Hekerska skupina je zahtevala odstranitev filma, ker pa se to ni zgodilo, so v znak protesta napadli številne ameriške banke.

## Potek napadov
Napad je bil sestavljen iz več faz in valov. Prva faza je trajala od 18. septembra do 18. oktobra, nato pa se je zaradi islamskih praznikov Eid al-Adha končala. Novico je hekerska skupina sporočila preko svojega Pastebin profila, kjer so pozvali k izbrisu filma ‘Innocence of Muslims’. Hkrati so novinarjem omogočili, da intervjuje z njimi opravijo preko elektronske pošte.
10. decembra 2012 so na svojem profilu oznanili, da začenjajo drugo fazo. Prav tako so objavili intervjuje, v katerih so naznanili, da se bodo napadi končali, ko bo posnetek odstranjen. V odgovorih na vprašanja novinarjev so zatrdili, da organizacija nima vodje in da ne sodelujejo z iransko vlado.
Glavni del posnetka je bil odstranjen s spleta, vendar so zaradi najdenih kopij posnetka, 5. marca 2013 sporočili, da začenjajo tretjo fazo. Tako kot v prvih dveh fazah so bile tudi tokrat tarča ameriške banke (Capitalone, Citibank, UnionBank,...).

## Značilnosti napadov
V okviru operacije je bilo izvedenih več različnih DDoS napadov. Eden izmed napadov je bil izveden s pomočjo bota nameščenega na strežniku, ki je uporabil zaupanja vredna okolja in oblake finančnih institucij, ter tako onemogočil bankam, da bi napad preprečile s standardnimi orodji za preprečitev DDoS-a (npr. blokiranje IPjev).  Napadi so vsebovali šest vektorjev, dva izmed njih sta zajemala volumetrične DDoS napade s poplavo paketov UDP in TCP, štirje izmed njih pa so bili nevolumetrični (direktni DDOs napadi z izkoriščanjem ranljivosti in SSL DDoS napadi). Ravno ti so povzročili največ težav, saj so potekali v kombinaciji z volumetričnimi. Slednji so obremenili anti-DDoS sisteme za nadzor (količine) prometa, nevolumetrični pa so prebili ISP zaščito.
Z napadi so onemogočili delovanje spletnih strani bank, medtem ko kraja denarja ali podatkov ni bil njihov cilj. Napadene so bile večje banke, njihovo delovanje pa je bilo onemogočeno tri dni v tednu v času delovnih ur.

## O hekerski skupini
Ime hekerske skupine je povzeto po sirijskem pridigarju Izz ad-Din al-Qassam, ki je bil v 20. in 30. letih devetnajstega stoletja nasprotnik sionizma. Člani trdijo, da je skupina sestavljena iz prostovoljcev iz več držav Bližnjega vhoda, predvsem iz Irana in Palestine. Kljub očitkom, da so sponzorirani s strani države pa so v več intervjujih zatrdili, da delujejo neodvisno.

## Napadene banke
- 18. september 2012 - Ameriška banka (Bank of America)
- 18. september 2012 - Borza v New Yorku (New York Stock Exchange)
- 19. september 2012 - Banka Chase (Chase Bank)
- 25. september 2012 - Wells Fargo
- 26. september 2012 - Banka Združenih držav (U.S. Bank)
- 27.  september 2012 - PNC Bank
- 9. oktober 2012 - Capital One Financial Corp.
- 10. oktober 2012 - Banke SunTrust (SunTrust Banks)
- 11. oktober 2012 - Regions Financial Corp.
- 16. oktober 2012 - The Capital One Financial Corp.
- 17. oktober 2012 - BB&T Corp.
- 18. oktober 2012 - HSBC Bank USA [9]